# Soins de santé primaires
 Mise en garde médicale

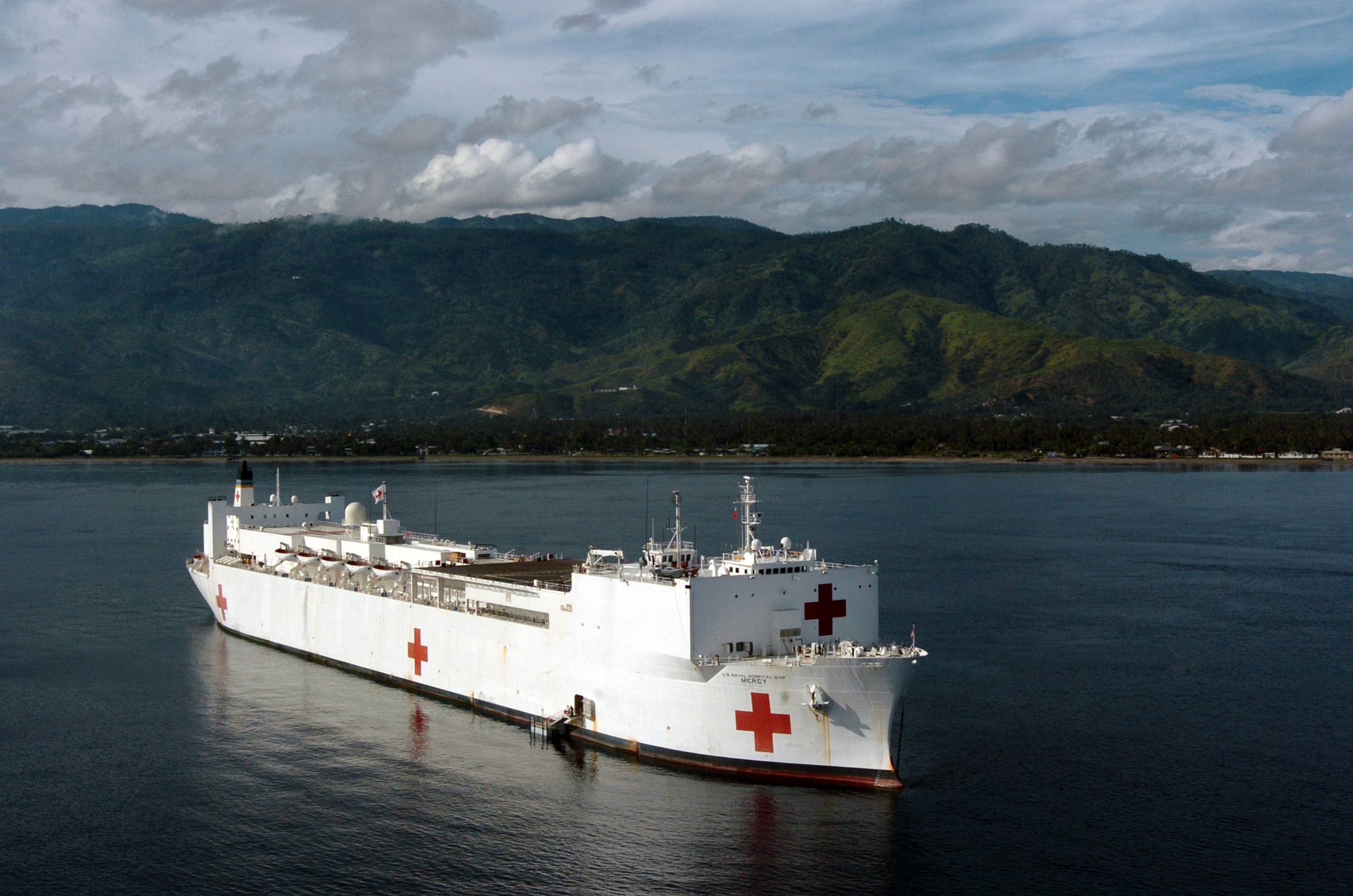
Les SSP doivent parfois être apportés par des moyens exceptionnels pour répondre à des situations de crise et d'urgence. Ici, un bateau-hôpital américain (USNS Mercy / T-AH-19) fournit une aide humanitaire après le séisme qui a frappé le Timor oriental fin 2004.

Selon une première définition officielle par la déclaration d'Alma-Ata conjointement produite en 1978 par l'Organisation mondiale de la santé (UNICEF-OMS, 1978) et le F UNICEF (Fonds des Nations unies pour l'enfance), les soins de santé primaires (SSP) sont une stratégie sanitaire fortement basée sur la prévention et mise en œuvre via la participation communautaire des populations, pour améliorer et mobiliser au mieux les personnes et moyens locaux disponibles, mais aussi pour favoriser la diffusion de connaissances et de comportements et attitudes de « prévention » au sein de la communauté, voire des communautés voisines, par essaimage.
Dans le cadre médical et de la santé, les notions de participation et de « participation communautaire » sont selon Brannstom et al. en 1994 mal définie (déduction faite de l'analyse des résumés de près de 600 articles scientifiques ayant utilisé ces termes durant 20 ans. Les auteurs ont noté une fréquence croissante de l'utilisation de ces terminologies mais sans pouvoir en identifier les fondements).
Une des conditions de réussite est l'adhésion de la communauté.

## Vocabulaire
Le sigle « PHC » est parfois employé, il désigne l’expression anglophone correspondante : Primary health care.

## Moyens
Ce sont notamment:
- les ressources en personnel médical (dont sage-femme) et paramédical  et les ressources en médicaments (dont provenant des médecines traditionnelles le cas échéant) ;
- la prévention ;
- la promotion de la santé ;
- l'éducation à la santé ;
- l'éducation à la sexualité ;
- le développement social et local.

## Histoire
Cette notion et sa définition résultent d'expériences de stratégies sanitaires testées aux échelons nationaux, par exemple par la Chine et Cuba, ou à des niveaux plus locaux par des pays ou des communautés aux ressources médicales et financières limitées qui ont néanmoins réussi à obtenir des améliorations significatives de la santé publique.
Cette notion est souvent utilisée lors de la planification sanitaire des pays en développement, avec l'aide éventuelle d'agences ou d'ONG spécialisées dans la santé et/ou le développement.
Dans ce cadre, la participation communautaire « est à la fois un processus et une finalité, le premier concourant à la deuxième ».

### Approches nuancées
Pour Unger et Killingsworth (1986) ; Wisner (1988) ; Segall (1987) les SSP peuvent permettre une approche intégrée et holistique de tous les domaines et aspects de la santé dans une communauté (y compris l'accès à l'eau potable et à l'assainissement), mais certains auteurs (Walsh et Warren (1979) et de grandes agences internationales comme l'UNICEF, l'US-AID (United States Agency for International Development) et la Banque mondiale estiment plutôt qu'il reste plus efficace de hiérarchiser et cibler des interventions sélectionnées selon leur coût, faisabilité et leurs impacts potentiels ou probables.